# Conrad Marca-Relli
Conrad Marca-Relli (Boston, 5 de junio de 1913 – Parma, 29 de agosto de 2000) fue un pintor estadounidense perteneciente a la primera generación de artistas de la Escuela de Nueva York (Expresionismo abstracto), cuya innovación artística en los cincuenta se reconoció en todo el mundo, incluyendo París, como un movimiento artístico líder en la época de posguerra.

## Biografía
Nació en Boston, Massachusetts. Cuando tenía trece años, Marca-Relli y sus padres se trasladaron a Nueva York. En 1930 estudió en la Cooper Union durante un año. Más tarde se mantuvo trabajando para la Works Progress Administration, primero como profesor y luego con las divisiones de pintura mural del «Federal Art Project» durante este periodo obtuvo la Medalla Logan de las Artes. Conrad Marca-Relli sirvió en el ejército de los Estados Unidos durante la Segunda Guerra Mundial (1941-1945). 
Después de la guerra, Marca-Relli se unió al «Downtown Group», que representa un grupo de artistas que encontraron talleres en Manhattan inferior en la zona limitada por las calles 8.ª y 12.ª entre la Primera y la Sexta Avenidas durante los últimos años de la década de los cuarenta y principios de los cincuenta. Estuvo entonces activamente implicado en el mundo artístico de vanguardia en el Greenwich Village. Estos artistas se llamaron «Dowtown Group» por oposición al «Uptown Group» establecido durante la guerra en la galería Art of this Century. 
En 1949 Conrad Marca-Relli estuvo entre los fundadores del «Club de Artistas» ubicado en 39 East 8th Street.
Fue elegido por sus compañeros artistas para exhibir su obra en la Exposición de la calle Novena que tuvo lugar del 21 de mayo al 10 de junio de 1951. Conrad Marca-Relli estaba entre los 24 de un total de 256 artistas de la Escuela de Nueva York incluidos en esta exposición y en todas las exposiciones anuales posteriores de Pintura y Escultura de Nueva York, desde 1953 hasta 1957. Estas exposiciones anuales eran importantes porque los participantes eran elegidos por los propios artistas.
Los primeros paisajes urbanos de Marca-Relli, bodegones, temas circenses y motivos arquitectónicos son una reminiscencia del pintor surrealista italiano Giorgio de Chirico. La paleta apagada y austeridad arquitectónica de estos cuadros crearon un sentimiento de soledad y vacío típico de los surrealistas.
A lo largo de su carrera, Marca-Relli creó collages de escala monumental. Combinó pintura al óleo con el collage, empleando colores intensos, superficies rotas y salpicaduras expresionistas. Experimentó también con materiales metálicos y vinilo. A lo largo de los años, los collages fueron desarrollando una simplicidad abstracta, evidenciada por el negro o colores sombríos y formas rectangulares aisladas contra un fondo neutro.
Marca-Relli enseñó en la Universidad de Yale desde 1954 hasta 1955 y desde 1959 hasta 1960, y en la Universidad de California en Berkeley. Su primera exposición individual tuvo lugar en Nueva York en 1948, y en 1967 el Museo Whitney celebró una retrospectiva. 
En 1953, compró una casa cerca de la de Jackson Pollock en Springs, East Hampton. Conforme su carrera progresaba, fue distanciándose de la Escuela de Nueva York. Vivió y trabajó en muchos países alrededor del mundo. En sus últimos años, vivió en Parma con su esposa, Anita Gibson, con quien se casó en 1951. Allí murió el 29 de agosto del año 2000.

## Catálogos
- William C Agee, Conrad Marca-Relli (Nueva York, publicado para el Museo Whitney por F.A. Praeger, 1967.) OCLC: 1555599
- Conrad Marca-Relli; Marlborough-Gerson Gallery, Marca-Relli Feb. 1970 (Nueva York : Marlborough-Gerson Gallery; Associated galleries: Marlborough Fine Art (Londres) Ltd., Marlborough Galleria d'Arte, 1970) OCLC: 56224536
- Conrad Marca-Relli; Cordier & Ekstrom, Marca-Relli, new constructions & collages on paper : March 23 to April 23, 1977 (Nueva York : Cordier & Ekstrom, 1977) OCLC: 47714830
- Conrad Marca-Relli; Santiago Amón; Galeria Joan Prats, Marca-Relli 1976-1978(Barcelona : Ediciones Polígrafa, [1978?]) ISBN 84-343-0265-9 9788434302655; OCLC: 6284061
- Conrad Marca-Relli, Conrad Marca Relli : the early years, 1955-1962: February 3-27, 1979 (New York : Marlborough Gallery, 1979.) OCLC: 6059559
- Conrad Marca-Relli; Alex Rosenberg Gallery, Conrad Marca-Relli, homage to la belle epoque : new works : October 5-31, 1983 (New York, N.Y. : Alex Rosenberg Gallery, [1983]) OCLC: 47715196
- Marca-Relli Galleria D'arte Niccoli-Parma, Italy. October 6-26 de noviembre de 1990
- Reclaiming Artists of the New York School Toward a More Inclusive view of the 1950s, Exhibition: March 18-April 22, Baruch College CUNY, New York City, 1994 Mishkin Gallery Archivado el 9 de abril de 2008 en Wayback Machine.

## Libros
- Conrad Marca-Relli; Daniel Giralt-Miracle, Marca-Relli (Barcelona : Ediciones Polígrafa, [1976?]) ISBN 84-343-0228-4 9788434302280; OCLC: 2304947
- Conrad Marca-Relli; Luca Massimo Barbero ed.; Peggy Guggenheim Collection, Conrad Marca-Relli (Milano : Electa, ©1998) ISBN 0-295-97802-3 9780295978024; OCLC: 40848684
- Marika Herskovic, American Abstract Expressionism of the 1950s An Illustrated Survey, Archivado el 29 de septiembre de 2007 en Wayback Machine. (New York School Press, 2003.) ISBN 0-9677994-1-4
- Marika Herskovic, New York School Abstract Expressionists Artists Choice by Artists, Archivado el 29 de septiembre de 2007 en Wayback Machine. (New York School Press, 2000.) ISBN 0-9677994-0-6